# Fernão Vaz Dourado

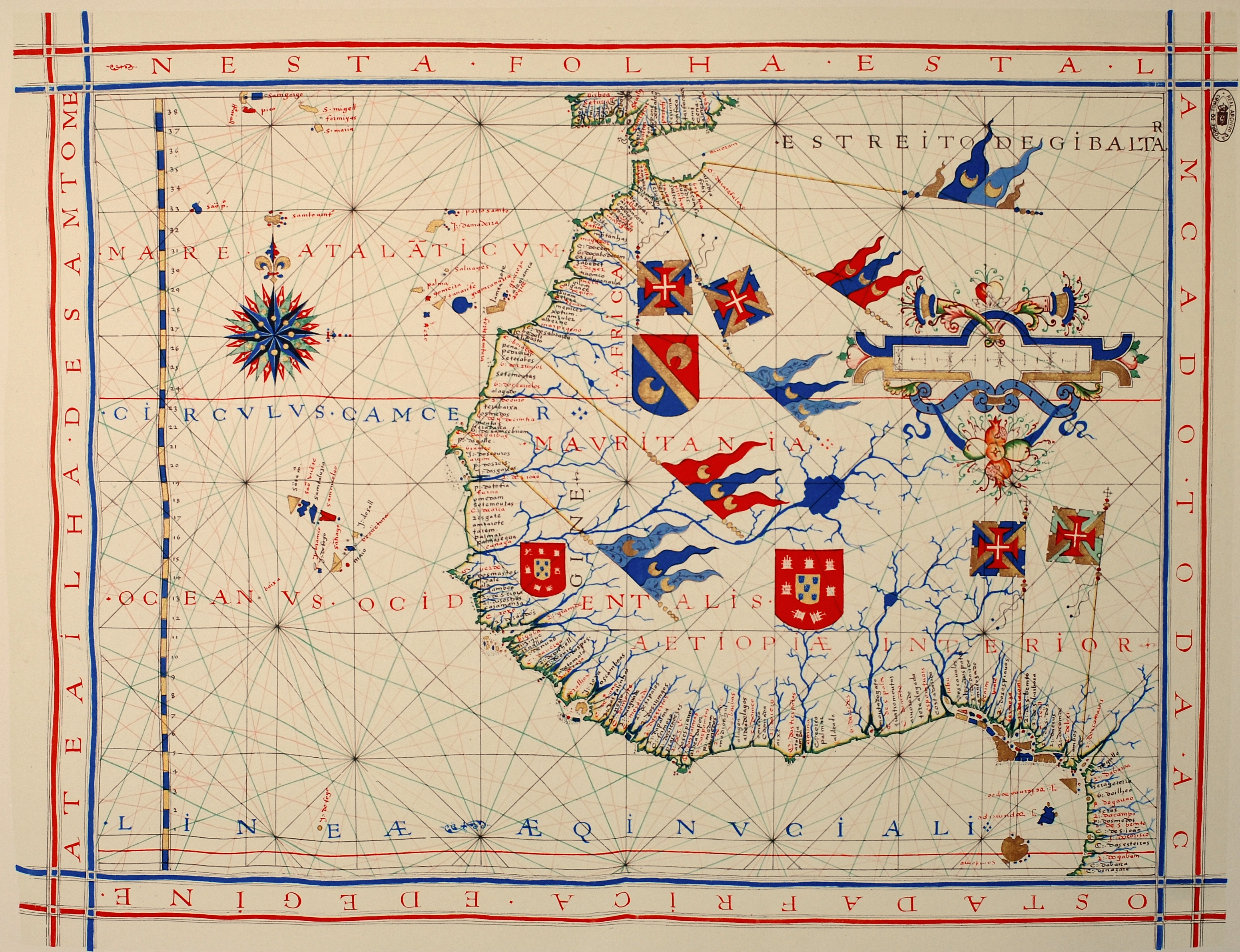
Zeekaart van de atlas van 1571, waarop de noordwestelijke kust van Afrika is ingetekend (Portugese Nationale Archieven van Torre do Tombo, Lissabon). In de rand staat de tekst Op deze kaart is de hele kust van Afrika en Guinea getekend tot aan het eiland Sa. Tomé

Fernão Vaz Dourado (Goa (India), ± 1520 - ± 1580) was een 16e-eeuwse Portugese cartograaf, waarvan het werk wordt gerekend tot de derde periode van de oude Portugese cartografie van zeekaarten, die wordt gekarakteriseerd door de grote Ptolemaeuse invloed in de representatie van de Oriënt en een betere nauwkeurigheid in het weergeven van landen en werelddelen. Er is slechts weinig bekend over zijn leven.
Dourado's werk wordt geroemd om de buitengewone kwaliteit en schoonheid en hij wordt gezien als een van de beste cartografen uit zijn tijd. De meeste kaarten die door hem zijn gemaakt hebben een grote schaal en zijn opgenomen in zeeatlassen. De onderstaande zes atlassen zijn bekend en dateren uit de periode 1568 tot 1580:
- 1568 - 20 kaarten op perkament, opgedragen aan D. Luiz de Ataíde (Biblioteca Nacional, Madrid)
- 1570 - 20 kaarten op perkament (Huntington Library, San Marino, VS)
- 1571 - 20 kaarten op perkament, waarvan twee werden ontvreemd in de 19e eeuw (Torre do Tombo, Lissabon)
- c. 1576 - 20 kaarten op perkament (Biblioteca Nacional de Portugal, Lissabon)
- 1575 - 21 kaarten op perkament (British Museum, London)
- 1580 - 20 kaarten op perkament (Biblioteca Nacional de Portugal, Lissabon)

De atlas uit 1568 bevat de eerste grootschalige kaarten van Ceilão (Sri Lanka) en Japan, die later gekopieerd werden door veel andere cartografen.

## Afbeeldingen

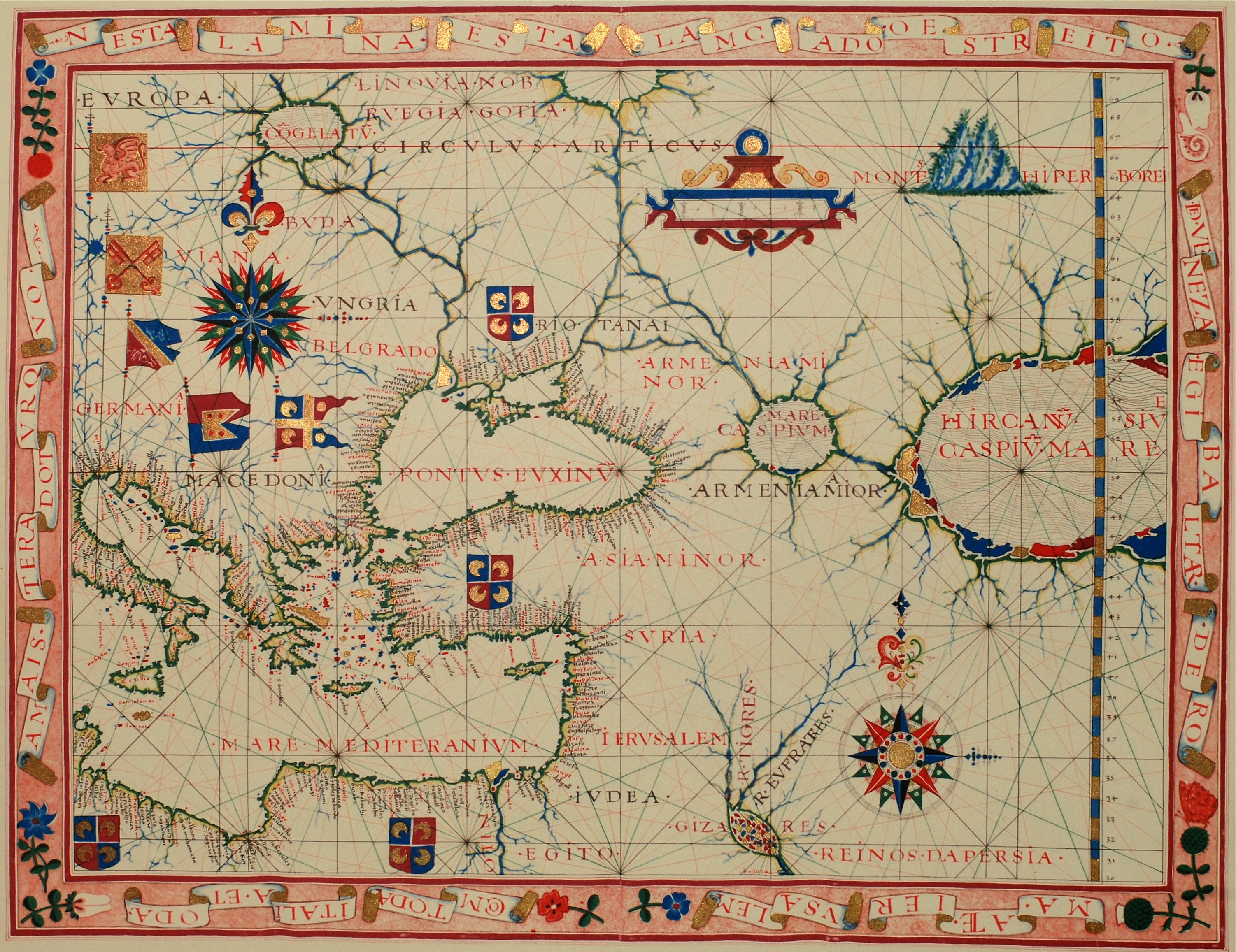
Atlas uit 1570 (Huntington Library, San Marino, VS)
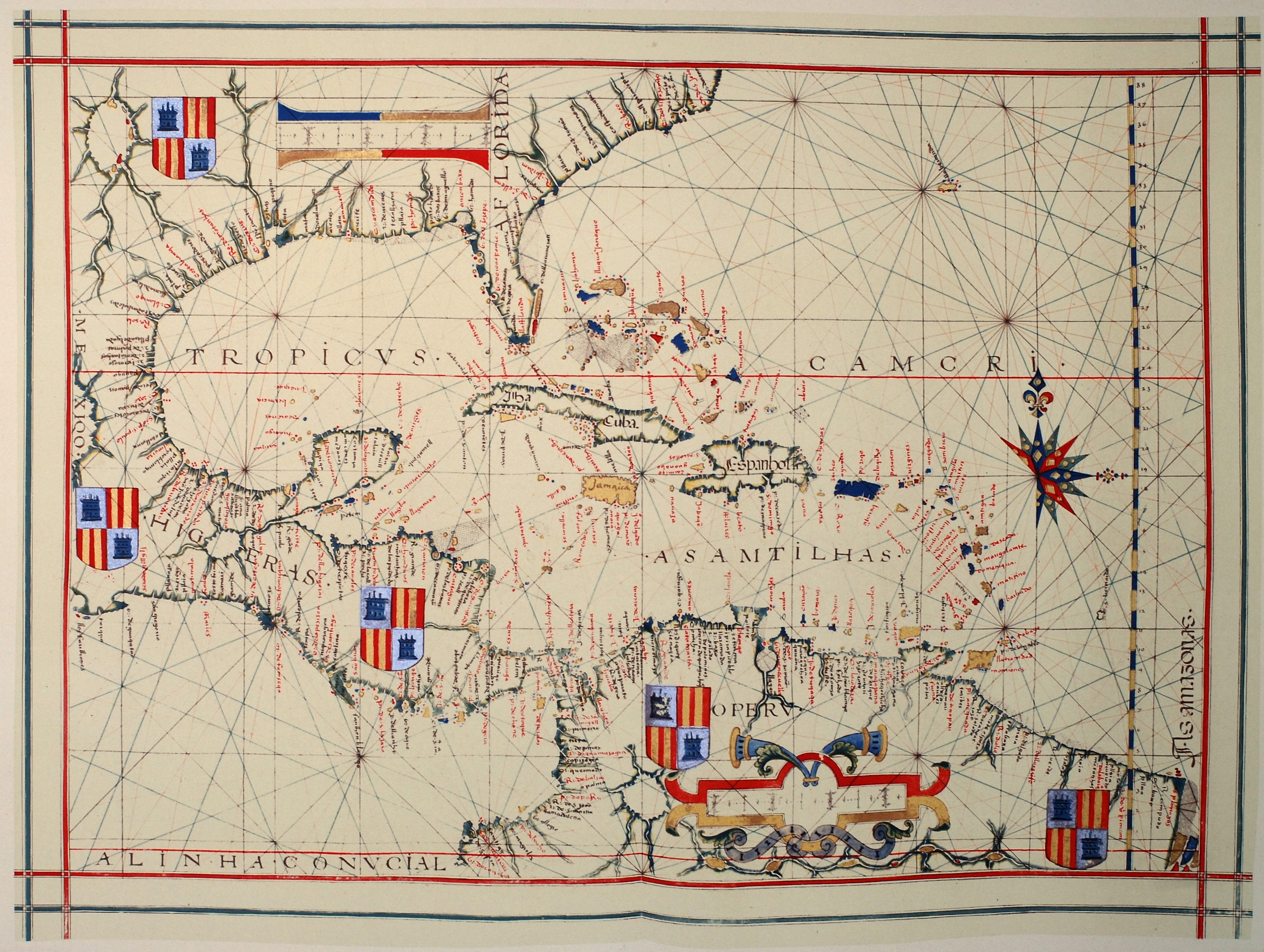
Atlas uit 1575 (British Museum, Londen)

- Biblioteca Nacional de España: XX1715159
- Bibliothèque nationale de France: cb15385062s (data)
- Catàleg d'autoritats de noms i títols de Catalunya: 981058514813506706
- Stuttgart Database of Scientific Illustrators 1450–1950: 8931
- Gemeinsame Normdatei: 119540525
- International Standard Name Identifier: 0000 0000 6630 4913
- Library of Congress Control Number: n87889708
- Nationale Bibliotheek van Israël: 987007385554305171
- Nederlandse Thesaurus van Auteursnamen: 071536159
- Istituto Centrale per il Catalogo Unico: UM1V007328
- Système universitaire de documentation: 179344404
- Virtual International Authority File: 88837929
- WorldCat: E39PBJvxqrXWxRGjkP8bHRJhpP